# Olufunmilayo Olopade
Olufunmilayo I. Olopade, née en 1957, est une oncologue et généticienne américaine d'origine nigériane. Elle enseigne la médecine et la génétique et dirige ses recherches à l'Université de Chicago.

## Biographie

### Carrière
Elle a fait ses études de médecine à l'Université d'Ibadan et est devenue docteur en médecine en 1980. Elle a travaillé à l’hôpital de la marine nigériane à Lagos. En 1986, elle a effectué un stage d'interne au Cook County Hospital, à Chicago. Elle a effectué ses recherches postdoctorales en hématologie et en oncologie entre 1987 et 1991 à l'Université de Chicago où elle enseigne depuis 1991.
Elle est connue pour ses recherches cliniques sur les risques, l'hérédité et les préventions du cancer du sein.
Elle a  notamment travaillé sur le rôle des mutations des gènes BRCA1 et BRCA2 dans l'apparition du cancer du sein chez des femmes d'ascendance africaine.
Le 24 février 2011, elle est nommée par le président Obama au  National Cancer Advisory Board (Conseil consultatif national sur le cancer),.

### Vie privée
Elle est mariée au médecin Christopher Sola Olopade, ils ont deux enfants, un fils et une fille

## Prix et distinctions (sélection)
Elle est membre de plusieurs associations scientifiques : American Academy of Arts and Sciences et l'American Philosophical Society
- 1978 : Lauréate du Nigerian Medical Association Award pour ses travaux en pédiatrie
- 1980 : Lauréate du College of Medicine Faculty Prize, décerné par l'université d'Ibadan
- 1980 : Récipiendaire de la  Sir Samuel Manuwa Gold Medal, décernée par l'université d'Ibadan, pour ses travaux cliniques.
- 1991 : Lauréate du Young Investigator Award, décerné par l'American Society of Clinical Oncology [7].
- 1992 : Lauréate du Scholar Award, décerné par la James S. McDonnell Foundation (en)[8].
- 2003 : Lauréate du Phenomenal Woman Award,
- 2006 : Lauréate du prix Distinguished Service Professors décerné par l'université de Chicago[9].
- 2005 : Boursière de la fondation MacArthur[10],[11].
- 2017 : Récipiendaire de la Mendel Medal, décernée par l'université Villanova[12].